# Dieter Gruschke
Dieter Gruschke (* 4. Dezember 1939 in Düsseldorf; † 27. August 2019 in Saarlouis)  war ein deutscher Politiker (SPD).
Gruschke wuchs in Saarlouis auf und absolvierte am dortigen humanistischen Gymnasium das Abitur. Anschließend studierte er Rechtswissenschaften an der Ludwig-Maximilians-Universität München und der Universität des Saarlandes. Das erste Staatsexamen legte er 1963 in Saarbrücken ab, das zweite nach dem juristischen Vorbereitungsdienst (in Berlin und im Saarland) im Jahr 1966. Danach war er an mehreren Gerichten als Richter tätig, bis er schließlich 1970 zum Staatsanwalt bei der Staatsanwaltschaft Saarbrücken ernannt wurde. Ab 1976 war er Richter am Amtsgericht Saarlouis.
Der SPD gehört Gruschke seit 1965 an. Er bekleidete verschiedene Position bei den Jusos sowie in der Partei, unter anderem war er Vorsitzender des SPD-Stadtverbands Saarlouis (1983–1999). In den Jahren 1985 bis 1995 war Gruschke Mitglied im Landtag des Saarlandes. Dort fungierte er als rechtspolitischer Sprecher sowie ab 1990 als Parlamentarischer Geschäftsführer der SPD-Fraktion, außerdem war er stellvertretender Fraktionsvorsitzender. Im Frühjahr 1995 gab er nach seiner Ernennung zum Justizstaatssekretär sein Landtagsmandat ab. Das Amt im Ministerium von Arno Walter übte er bis zum Regierungswechsel 1999 aus.